# Geografia do Krai do Litoral
O Krai do Litoral está localizado no extremo oriente, na parte sudeste da Rússia. Ao norte faz fronteira com o Krai de Khabarovsk, a oeste com as províncias chinesas de Jilin e Heilonquião, a sudoeste com a Coreia do Norte e a sudeste com o Mar do Japão. O comprimento total de suas fronteiras é de 3.000km e o seu litoral é de 1.500km. Sua área total é de 165.900km2, o que representa 0,97% da área total da Rússia, o que a torna a 23º maior divisão federal da Rússia. O comprimento total do krai é de 900km e a largura é 280quilômetros.
O Krai do Litoral foi uma divisão federal da RSFS da Rússia e, desde 1991, da Federação Russa. O krai contém inúmeras ilhas, incluindo a Ilha Russky, a Ilha Popov, a Ilha Rikord, a Ilha Putyatin e outras. As principais regiões fisiográficas do Krai do Litoral são Sijote-Alín e Manchúria Oriental.

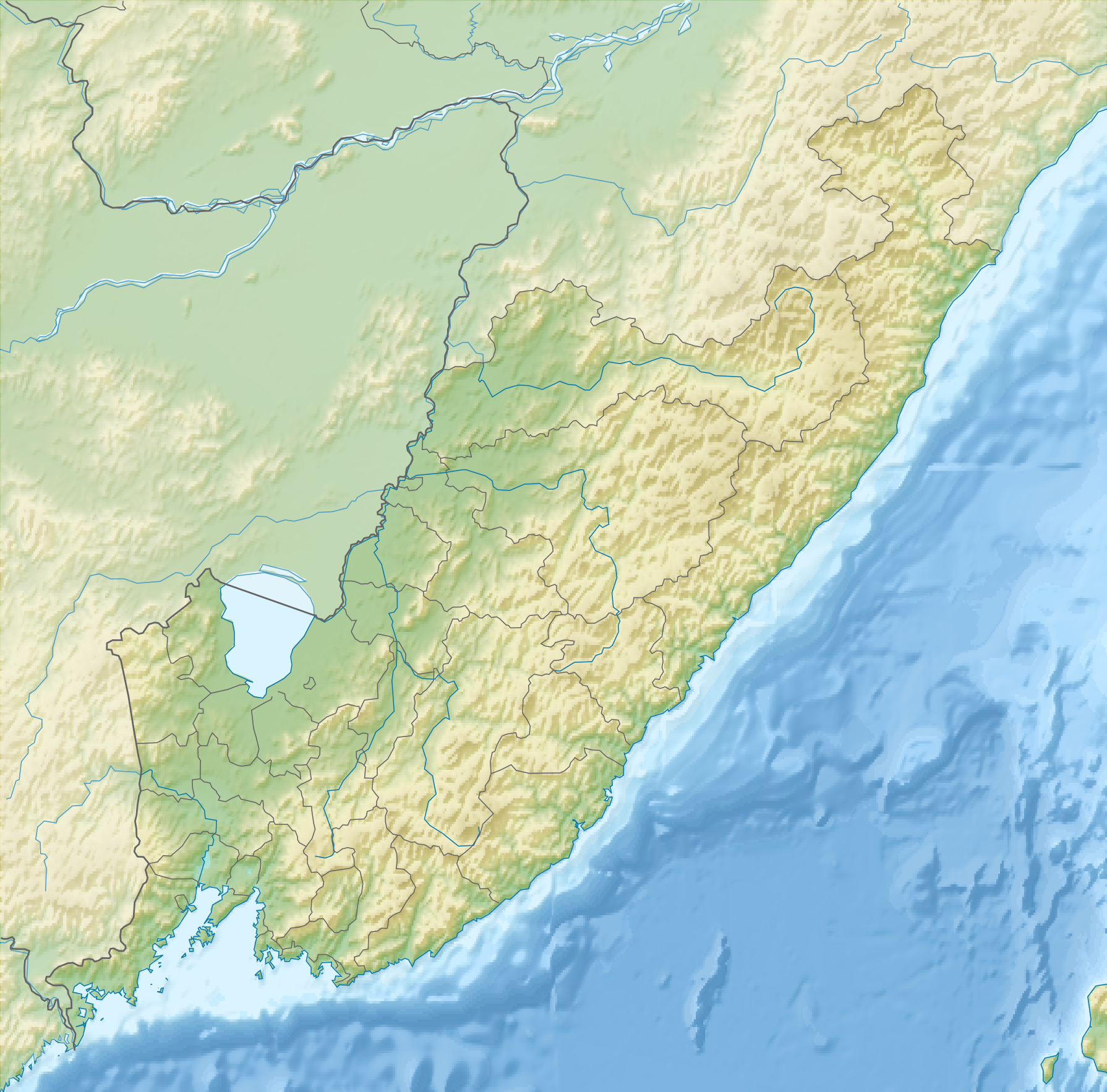
Mapa do relevo do Krai do Litoral

O Krai do Litoral em destaque no mapa da Federação Russa

Sijote-Alín é uma cadeia montanhosa (elevação máxima: 500 a 1000 metros; elevações relativas: 200 a 400 metros; altura absoluta: 1.855 metros). A cadeia possui picos arredondados e declives suaves, enfatizando o amplo desenvolvimento de estruturas em forma de cúpula e estende-se subparalelamente entre si, do sudoeste ao nordeste, até adentrarem o Krai de Khabarovsk. Não há neve perene em lugar nenhum, mas campos limpos, às vezes de tamanho considerável, tornam-se zonas de entrada de neve e persistem até meados do verão. De acordo com sua principal bacia hidrográfica, a região montanhosa de Sijote-Alín é dividida nas macroencostas do Mar do Japão (a leste e sul) e Ussuri-Khanka (a oeste), e diferem entre si na estrutura do relevo e nos fatores naturais e climáticos. Essa diferença provém tanto pela diferença no plano geológico e tectônico quanto pela predominante distribuição na encosta oriental da circulação de massas de ar úmidas. Estas últimas vêm do Mar de Ocótsqui e do Mar do Japão no período de primavera e início do verão, enquanto no período de outono-inverno, ao contrário, prevalecem massas de ar relativamente quentes e úmidas.

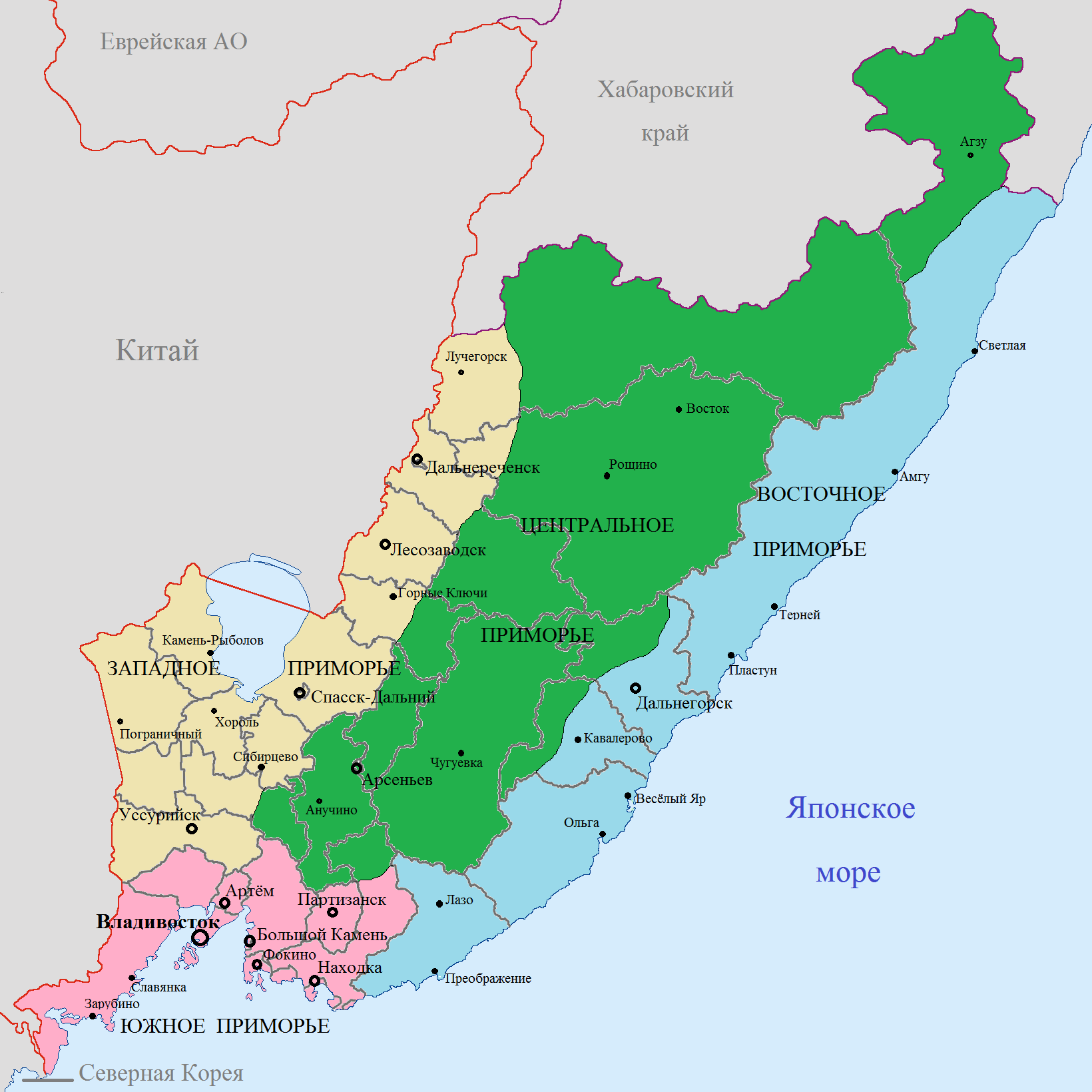
Regiões do Krai do Litoral

Na parte norte encontram-se os planaltos basálticos de Samarginskoe e Zevinskoe, enquanto na parte sul estão os planaltos basálticos de Artyomovsk. Dentro de seus limites, desenvolvem-se divisores de águas planos em forma de mesa, onde frequentemente se formam pântanos elevados em depressões. Grandes áreas são cobertas por florestas de lariço com solos turfosos e turfosos-gleicos excessivamente úmidos. Estes últimos se formam nas crostas de intemperismo argilosas areais e lineares. As partes marginais dos planaltos são esculpidas por vales fluviais estreitos. As cristas transversais e vales fluviais, bem como grandes zonas de falha subsequentes, dividem a macro-encosta do Mar do Japão em uma série de complexos naturais e climáticos independentes com contrastes significativos. O sul de Sijote-Alín é especialmente marcante devido à sua costa recortada, penhascos rochosos e praias de areia suavemente inclinadas, à riqueza de monumentos naturais, ao clima marítimo ameno, à proximidade de uma extensa rede de transporte e ao alto desenvolvimento econômico coexistindo com uma paisagem natural frequentemente preservada. Tudo isso tornou o sul de Primorie um lugar favorito de recreação e turismo para os moradores de todo o Extremo Oriente da Rússia e de outros países da região Ásia-Pacífico.
A macro-encosta Ussuri-Khanka é morfologicamente subdividida em Sijote-Alín Central e Ocidental. As cadeias montanhosas do Sijote-Alín Central têm, predominantemente, a direção CER, ou seja, coincidem com a direção geral das estruturas dobradas e zonas de rupturas. Esta parte da região montanhosa está associada às partes mais elevadas do maciço intermediário, com altitudes absolutas de até 1850m e elevações variando de 150 a 300m. Os rios nesta área são íngremes, de características montanhosas, com corredeiras e trechos rasos. A inclinação das encostas aqui é menor do que na macro-encosta oriental, mas os fenômenos de acumulação de cascalhos, erosão, deslizamentos de terra e solifluxão também são bastante intensos. O Sijote-Alín Ocidental consiste em cadeias separadas com orientação C-B, separadas por depressões intermontanas e dissecadas por amplos vales fluviais transversais dos rios Ussuri, Malinovka, B. Ussurka, Bikin e outros. As alturas das montanhas raramente excedem 1000m, com elevações relativas de 50 a 150m, e as encostas são mais suaves em comparação com o Sijote-Alín Central. Na base das cristas, desenvolvem-se superfícies não consolidadas, compostas por argilas deluviais.
O Planalto da Manchúria Oriental adentra os limites do Krai do Litoral com sua componente oriental, sendo dividido em três partes: as áreas montanhosas de Fronteira e Khasan-Barabash, além do planalto basáltico de Borisov. Este último é amplamente similar aos planaltos de Artyomovsky e outros descritos anteriormente. No entanto, as áreas montanhosas de Fronteira e Khasan-Barabash são típicas de terrenos baixos e colinas. A região de Fronteira é composta por um sistema de cadeias montanhosas baixas (elevações absolutas de 600 a 800m e relativas de 200 a 500m), que descem em direção ao Lago Hassan, transformando-se em uma planície colinosa e erodida. Os divisores de águas nesta área frequentemente apresentam orientação em arco ou radial em relação ao centro do Lago Hassan, destacando a estrutura anelar homônima. No distrito de Khasan-Barabash, as altitudes absolutas (900 a 1000m) e as elevações relativas (300 a 600m) são notavelmente mais altas. A principal cordilheira, conhecida como "Montanhas Negras", tem um formato arqueado em direção à Baía de Amur. Os vales da maioria dos cursos d'água estão abertos aos ventos marítimos úmidos do sul e sudeste, o que imprime características peculiares ao clima, vegetação e solo da região. Os leitos dos rios são sobrecarregados de aluvião, cujo volume aumenta nas partes mais baixas devido ao alongamento e subsidência da crosta terrestre na borda do continente, além do acúmulo de sedimentos trazidos por enchentes catastróficas. Como resultado, formou-se uma planície baixa com até 10km de largura na costa. Sobre sua superfície plana e pantanosa, pontilhada por muitos lagos e meandros, elevam-se em alguns pontos montanhas remanescentes de até 180 m de altura.
Na parte interna da Região da Planície Ocidental de Primorie, cuja área total corresponde a 20% do território da região, está o Lago Khanka. Ao redor dele encontra-se uma planície homônima, caracterizada por espaços pantanosos e baixos (com elevações absolutas de até 200m), separados por amplos vales fluviais. Nas extensões ao norte e ao sul da planície de Khanka, destacam-se as planícies Nizhne-Bikinskaya e Razdolnenskaya, formadas pelos vales de grandes rios, como o Ussuri, Bikin, Alchan e Razdol'naya.
As condições climáticas da região são amplamente determinadas por sua localização geográfica — no encontro entre a Eurásia e o Oceano Pacífico. No inverno, predominam massas de ar continental frio, enquanto no verão predominam massas de ar oceânicas frescas. Ao mesmo tempo, o clima de monção exerce um efeito "amenizador", especialmente nas áreas costeiras: primavera fresca, verão chuvoso e com nevoeiros, outono ensolarado e seco, e inverno com pouca neve, porém com ventos intensos. Nas regiões central e setentrional da área, o clima é mais continental. A precipitação anual total varia entre 600 e 900mm, sendo a maior parte concentrada no verão. O frio proveniente da Corrente de Primorie, provoca nevoeiros persistentes e percorre a costa de nordeste a sudoeste.

## Pontos extremos
- O ponto mais ao norte - Rio Dagda
- O ponto mais ao sul - A foz do rio Tumanna junto à fronteira com a Península Coreana
- Ponto mais ocidental - perto da nascente do rio Novgorodvka
- Ponto mais oriental - Cabo Dourado

Distância máxima entre os pontos Norte e Sul - 900 quilômetros
Distância máxima entre os pontos Leste e Oeste - 430 quilômetros

## Características físicas
O pico mais alto do Krai do Litoral é o Monte Anik, com 1.933 metros de altura, localizado ao nordeste do Krai, perto da fronteira com o Krai de Khabarovsk. O ponto mais baixo é o Mar do Japão. O segundo pico mais alto é o Pico da Neblina (1.855m) ao sudeste do Distrito de Chuguyevsky .

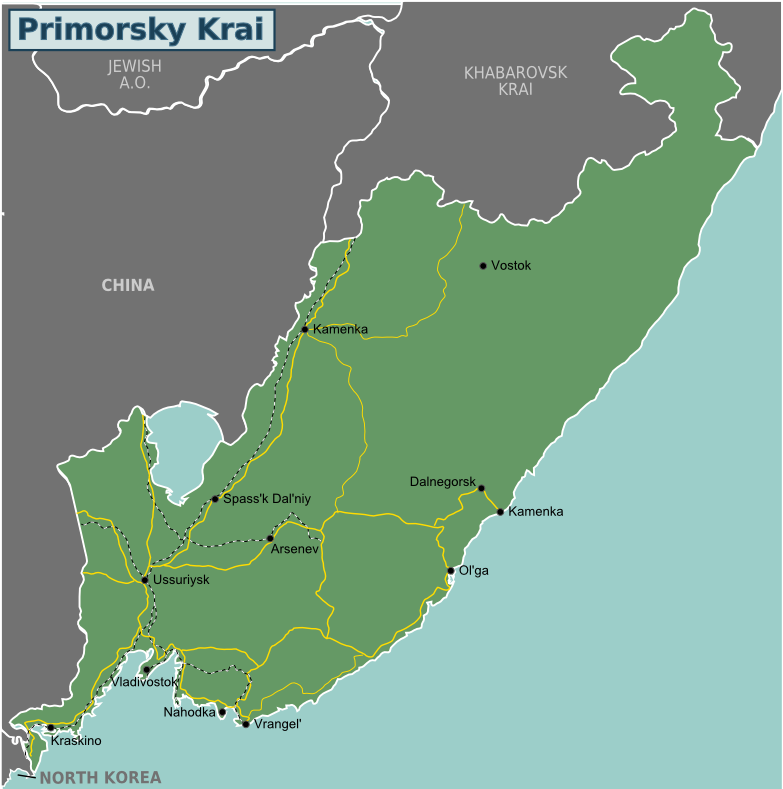
Mapa do Krai do Litoral

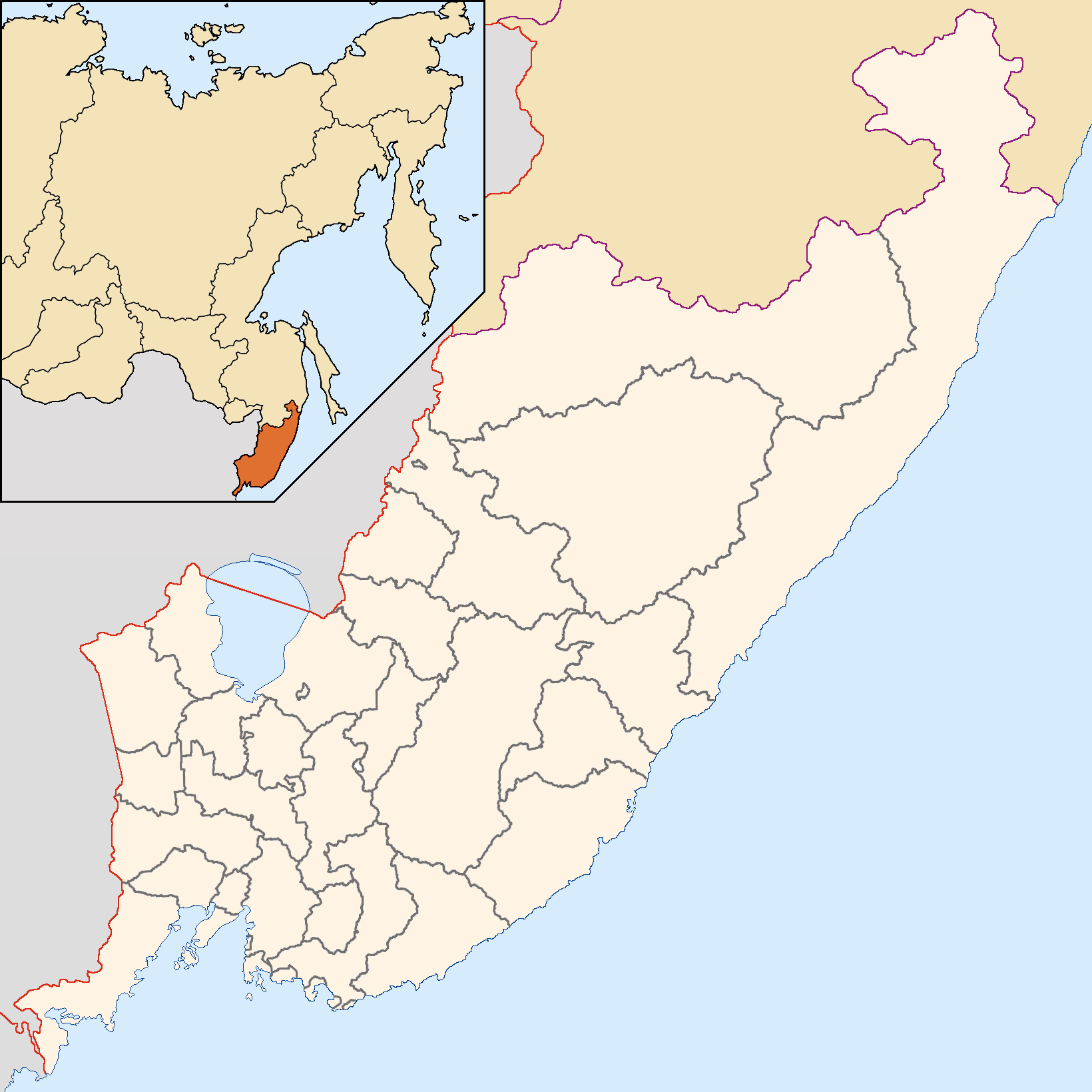
Distritos do Krai do Litoral

No sudoeste, encontra-se o Lago Khanka, o maior lago do krai, situado próximo à fronteira com a China. O rio mais longo da região é o Ussuri, cuja nascente está localizada nas encostas das montanhas Snezhnaya. Em grande parte de seu curso, o Ussuri flui ao longo da fronteira entre a China e a Rússia. Outros grandes rios da região incluem os rios Bolshaya Ussurka, Malinovka e Arsenyevka.

## Clima
O clima da região é temperado e de monção. Os invernos são secos e frios, com tempo predominantemente estável. A primavera é longa e fresca, com frequentes variações de temperatura. Os verões são quentes e úmidos, concentrando a maior parte das precipitações anuais, com algumas áreas recebendo até 90% desse total durante os meses de verão. O outono costuma ser quente, seco e com céu limpo. No verão, predominam ventos do sul vindos do Oceano Pacífico, enquanto no inverno, os ventos do norte trazem tempo frio, mas limpo, das regiões continentais. A principal característica climática do verão são as fortes chuvas e os nevoeiros no verão, assim como a ocorrência de tufões e ciclones tropicais, às vezes causando grandes danos à infraestrutura e à agricultura. A temperatura média de julho varia de 17°C a 26°C. O verão na costa leste é mais frio, devido à fria Corrente de Primorie, especialmente na costa do Estreito Tártaro. Por outro lado, as áreas mais quentes estão na planície de Khanka, onde foi registrado o máximo absoluto de 41°C na região fronteiriça. Em janeiro, a temperatura média varia de −8°C a −18°C na costa. No entanto, a combinação de umidade e ventos pode dobrar a sensação de frio. Nas áreas continentais, com clima mais seco, as temperaturas podem atingir −38°C, mas com ventos mais fracos.
O inverno é mais ameno no sul do distrito de Khasansky e na costa leste, enquanto o mais rigoroso é nas regiões montanhosas das partes central e norte da região. Um mínimo absoluto de −49°C foi registrado no distrito de Krasnoarmeysky, próximo à vila de Glubinnoye, devido à inversão térmica em uma bacia intermontana. Os meses mais frios são dezembro, janeiro e fevereiro. Os mais quentes são junho, julho e agosto nas regiões continentais, e julho, agosto e setembro na costa. A precipitação anual varia entre 600 e 900mm.
No Território de Primorsky, quatro distritos — Dalnegorsky, Kavalerovsky, Olginsky e Terneisky —, além de áreas urbanas ao leste do distrito de Krasnoarmeysky, como as vilas de Boguslavets, Vostretsovo, Dalniy Kut, Izmaylikh, Mill, Roshchino e Taiga, são equiparadas aos distritos do Extremo Norte.

## Vegetação
Abaixo estão vários sistemas que descrevem a flora e a vegetação do Krai do Litoral de diferentes formas. São utilizados os seguintes métodos: zonificação florística, classificação da vegetação, zonificação bioclimática e classificação paisagística, junto com a zonificação fisiográfica.
| Área florística | Região Florestal | Classe de Vegetação | Informações principais       | Zona bioclimática           | Área paisagística |
| --------------- | ---------------- | ------------------- | ---------------------------- | --------------------------- | ----------------- |
| Leste Asiático  | Manchúria        | Abeto Mirtilo       | Florestas de abeto           | Análogo ao subalpino boreal | Subtaiga          |
| Leste Asiático  | Manchúria        | Carvalho mongol     | Florestas de cedro           | Frio moderado               | Latifoliada       |
| Leste Asiático  | Manchúria        | Carvalho Umbro      | Florestas de carvalho mongol | Frio moderado               | Latifoliada       |

## Links externos
- Geografia do Krai do Litoral Arquivado em 2020-02-20 no Wayback Machine
- Geografia e Turismo no Krai do Litorali